# BAP Dos de Mayo (SS-41)
Le BAP Dos de Mayo (pennant number : SS-41), initialement appelé BAP Lobo (S-41), est un sous-marin commandé par la marine péruvienne à la Electric Boat Company. Il a été nommé Dos de Mayo (en français : Deux mai) en l’honneur de la victoire péruvienne à la Bataille de Callao, le 2 mai 1866, pendant la guerre hispano-sud-américaine.

## Conception
Après la Seconde Guerre mondiale, la Kriegsmarine allemande avait démontré que les sous-marins pouvaient avoir un effet dévastateur sur l’armée d’un pays (comme cela s’est produit lors de la bataille de l’Atlantique). Avant l’utilisation du radar et du sonar, la Royal Navy était impuissante contre eux.
Pendant ce temps, la marine péruvienne avait des unités obsolètes. Les sous-marins de classe R avaient déjà atteint leur durée de vie. Le gouvernement péruvien a donc autorisé l’achat, à la même société qui avait construit les classe R, de deux nouveaux sous-marins : le Lobo (Loup) et le Tiburón (Requin).

## Construction et arrivée au Pérou
Le contrat entre la marine péruvienne et la Electric Boat Company a été signé le 2 juillet 1951. Il prévoyait la construction au chantier naval de Groton (Connecticut) de deux sous-marins de type 231-EA. Il a été établi que le Pérou devait fournir le système de conduite de tir au chantier naval, car étant la propriété de la marine américaine, c’est ce pays qui devait les obtenir et les livrer au constructeur.
Ces systèmes et équipements étaient le contrôle de tir, y compris le TDC, le résolveur d’angle, le DRT, le DRA, les sonars, les périscopes, les radars, les canons, les torpilles, les armes à courte portée, etc. Ce contrat fixait également le calendrier de livraison des navires, en fixant celle-ci au 1er mars 1954 pour le premier sous-marin, et au 1er juin 1954 pour le second.
Le Lobo a été lancé le 6 février 1954. Après avoir terminé ses essais, il a navigué aux côtés du Tiburón jusqu’à Callao. Ils sont arrivés le 19 juillet 1954 au port d’Ancon, où le président péruvien Manuel A. Odría a embarqué pour leur traversée finale jusqu’à Callao, escortés par les sous-marins de classe R.

## Changement de nom et retrait
À partir de 1959, commencent les opérations UNITAS de défense de l’hémisphère sud, qui consistent essentiellement en exercices de guerre anti-sous-marine. En 1960, les sous-marins ont changé de nom : le Lobo est devenu le Dos de Mayo.
Dans les années 1960, les sous-marins de la marine péruvienne ont bénéficié d’un changement de leurs batteries à Key West, en Floride. Cela s’est répété ensuite à l’occasion de leur visite complète dans le chantier naval qui les avait fabriqués.
Enfin, après 45 ans de service, le Dos de Mayo a été radié en 1999.